# 千葉県民歌
「千葉県民歌」（ちばけんみんか）は日本の都道府県の一つ、千葉県が1964年（昭和39年）に制定した県民歌である。作詞・鈴木弥太郎、作曲・長谷川良夫。

## 解説
若々しく成長する県の姿を象徴し、県民の郷土愛を育むことを目的に公募が実施された。全国から応募された535編より採用された歌詞に県からの依頼で長谷川良夫が作曲を行い、1964年12月1日に千葉県体育館で作詞・作曲者を招待して発表大会が開催された。制定に際して、日本コロムビアが三鷹淳の歌唱を吹き込んだレコードとソノシートを製造している。
2000年（平成12年）までは県庁において庁内放送で演奏していた。2010年（平成22年）のゆめ半島千葉国体開会式の他、高校総体や姉妹都市との国際交流行事において歌われている。

### 千葉県民音頭
県民歌と合わせて音頭の公募も行われ、応募総数352編より白土健二が応募した歌詞を採用し「千葉県民音頭」が制定された。作曲は県の依頼により古賀政男が手掛け、県民歌のレコードでは島倉千代子と神戸一郎の歌唱がB面に吹き込まれている。
県の公式サイトにおいて「千葉県民音頭」の存在は広報映画の目録で名称を確認し得るのみだが、県統計協会が発行する県民手帳には県民歌と合わせて掲載されている。